# 25602 Ucaronia
25602 Ucaronia è un asteroide della fascia principale. Scoperto nel 2000, presenta un'orbita caratterizzata da un semiasse maggiore pari a 2,2851173 au e da un'eccentricità di 0,1491168, inclinata di 6,77605° rispetto all'eclittica.
L'asteroide è dedicato a Umberto Caronia, padre di uno dei due scopritori.